# Caçando carneiros
Brasil: Caçando Carneiros / Portugal: Em Busca do Carneiro Selvagem (Hitsuji o meguru bōken, no original) é um livro do escritor japonês Haruki Murakami.
A história fala do Japão gélido e impassível do mundo dos negócios: expõe as relações humanas "normais" sendo substituídas por uma atração fetichista por objetos e marcas.
A literatura de Murakami é preparada com um pouco do niilismo pós-industrial japonês, que devassa a vida das gerações mais jovens num país em acelerada mutação. Sai de cena o Japão tradicional, entra o mundo da publicidade e suas as relações mercantilistas.
Lançado no Brasil pela editora Estação Liberdade, vemos aqui um Japão gélido e impassível do mundo dos negócios, das aparências que enganam, da funcio-na-lidade levada às últimas conseqüências, sem esquecer uma penca de personagens solitários em busca de algum carinho.
O fato, aliás, de nenhum dos personagens principais ter nome constitui uma das facetas de uma apurada técnica narrativa em que o autor inova sem fazer alarde. E não é o menor dos méritos que seus recursos sejam de uma eficiência tão grande quanto alguns surpreendentes produtos de sua imaginação: estende aos limites do impessoal um mundo dominado pela mídia, no qual as relações humanas "normais" são substituídas por uma atração fetichista por objetos e marcas.
O relacionamento homem-mulher não passa de um simulacro, um aparato meramente funcional e cabal. Ao mesmo tempo, Murakami deixa sutilmente pairar no ar a questão de manipulações genéticas com fins militares.
Sai de cena o Japão tradicional, entra o mundo da publicidade com seu corolário de mercantilismo exacerbado, que é o mesmo da megalópole freqüentemente sombria em gestação nas mentes e nos corações de personagens urbanos.